# Renée Reyraud
Pour les articles homonymes, voir Barthe.
Renée Reyraud, née Barthe le 29 octobre 1904 à Bordeaux et morte le 2 janvier 1993 à Bègles, est une femme politique française. Elle est la première femme député de la Gironde.

## Biographie
Issue d'un milieu modeste, Renée Barthe quitte l'école après le certificat d'études pour aider à tenir le ménage et s'occuper de ses quatre frères et sœurs.
Elle épouse un cultivateur, militant communiste, Gaston Reyraud, et suit son mari dans ses engagements, en adhérant au PCF en 1934.
Pendant la Seconde Guerre mondiale, le couple Reyraud s'engage dans la Résistance. Gaston est arrêté dès janvier 1941 par la police de Vichy, et est fusillé comme otage à Souge le 24 octobre 1941.
Renée est elle-même arrêtée en juillet 1943. D'abord internée en France, elle est déportée à Ravensbrück, et ne revient en France qu'en mai 1945.
Elle reprend alors l'activité militante, au sein du PCF, mais aussi de l'Union des femmes françaises et de la Fédération nationale des déportés et internés résistants et patriotes. Elle est aussi vice-présidente, à partir de 1948, du comité du souvenir des fusillés de Souge.
Candidate aux élections législatives en Gironde sur la liste communiste en octobre 1945, en deuxième position derrière Marc Dupuy, elle est élue députée.
En 1947, elle est élue conseillère municipale de Mérignac, fonction qu'elle occupe jusqu'en 1953, année où, après son déménagement, elle obtient le même mandat dans la commune de Pessac.
Députée extrêmement active, y compris dans les débats, elle s'intéresse à la fois aux questions très locales, comme l'indemnisation des sinistrés des incendies de Gascogne en 1949, et à celles très politiques, comme le refus de la présence de soldats américains sur le sol français.
En 1951, la liste communiste, toujours menée par Marc Dupuy, n'obtient qu'un seul élu, et Renée Reyraud perd son siège.
Elle revient cependant au palais Bourbon en 1956, dans les mêmes conditions, du fait d'un meilleur score du PCF et de l'effondrement des gaullistes au niveau local.
Moins active que lors de son mandat précédent, elle concentre ses interventions sur les questions sociales, et notamment la situation matérielle des fonctionnaires.
En 1958, elle est candidate aux élections, désormais au suffrage majoritaire de circonscription, comme suppléante de l'ancien sénateur René Duhourquet, qui n'est pas élu. Il en est de même en 1962.
Elle s'éloigne ensuite de la vie politique et meurt en 1993.
Une allée porte son nom au Haillan.